# Southern Indiana Screaming Eagles
Southern Indiana Screaming Eagles (español: Águilas chillonas del Sur de Indiana) es el equipo deportivo de la Universidad del Sur de Indiana, situada en el Condado de Vanderburgh, Indiana. Los equipos de los Screaming Eagles participan en las competiciones universitarias organizadas por la NCAA, y forman parte de la Ohio Valley Conference, a excepción del equipo de fútbol masculino y natación, que lo hacen en la Summit League. Es miembro de la División I de la NCAA desde 2022, procedentes de la Great Lakes Valley Conference de la División II.

## Apodo y mascota
Un águila chillona ha sido una tradición de la Universidad del Sur de Indiana desde 1970, cuando se presentó la mascota en el primer partido de la temporada de baloncesto de 1970-71. En 1978, los estudiantes decidieron que la mascota necesitaba un nombre. Entonces, la Junta de Planificación de Actividades, la Asociación de Gobierno Estudiantil y el periódico estudiantil (The Shield) realizaron un concurso. El nombre ganador fue Archibald T. Eagle. Ahora se le conoce cariñosamente como Archie.

## Programa deportivo
Los Screaming Eagles participan en las siguientes modalidades deportivas:
| - Masculino - Baloncesto - Béisbol - Tenis - Cross - Golf - Fútbol - Natación - Atletismo | - Femenino - Cross - Baloncesto - Fútbol - Golf - Softball - Tenis - Atletismo - Natación - Voleibol |

## Instalaciones deportivas

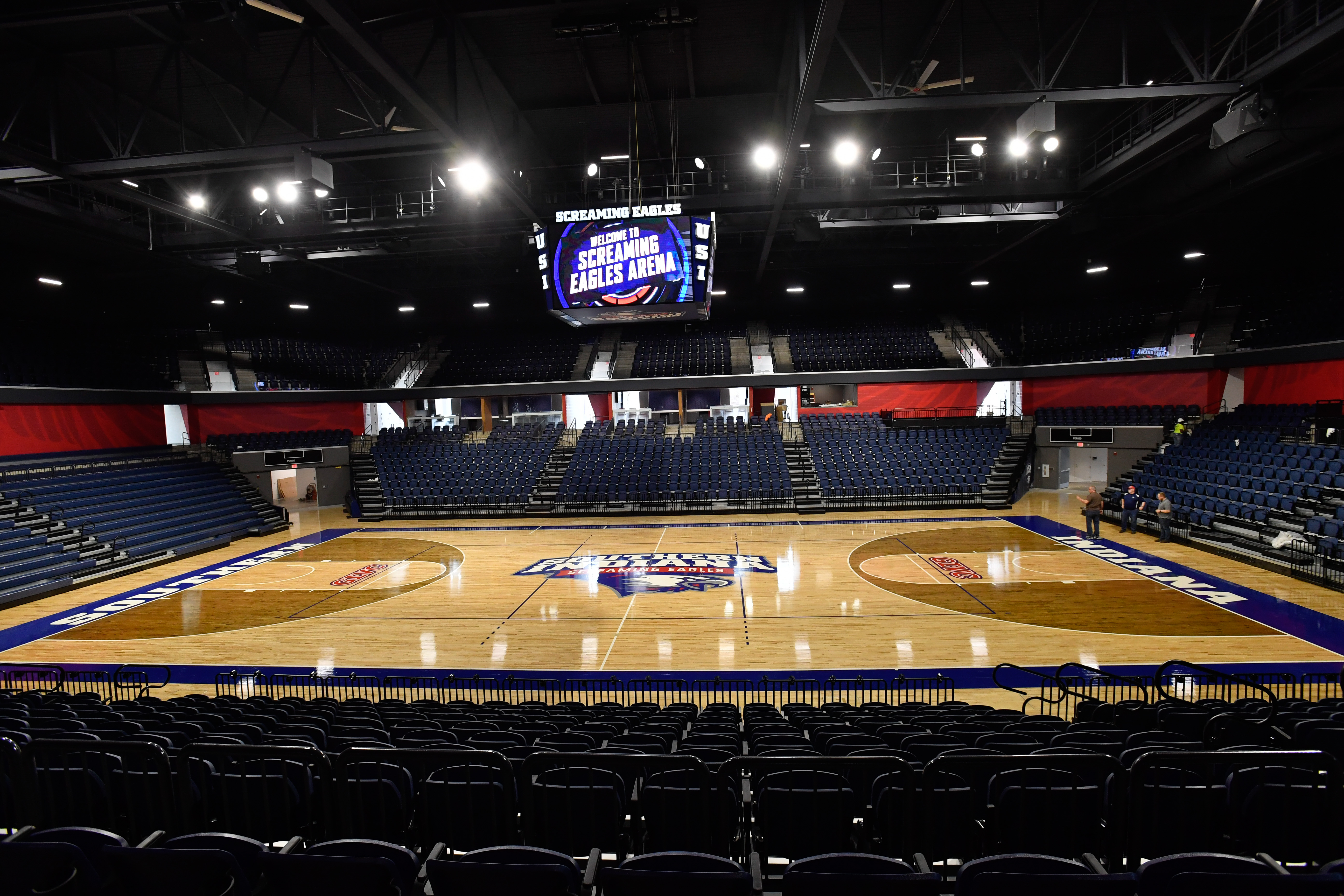
Liberty Arena.

- Liberty Arena, Home of the Screaming Eagles. Pabellón de baloncesto y voleibol. Tiene capacidad para 4800 espectadores. Originalmente conocido como Screaming Eagles Arena, cambió de nombre el 31 de octubre de 2024 gracias al patrocinio de Liberty Federal Credit Union, con sede en Evansville. Este estadio no debe confundirse con el Liberty Arena de la Universidad Liberty en Virginia.[2]
- USI Baseball Field. Es el estadio de béisbol. Fue inauguracdo en 1974 y tiene un puesto de comida, alojamiento para los medios en el palco de prensa, asientos para aproximadamente 1200 aficionados, baños y un área de pícnic.[3]
- Aquatic Center. Es el centro acuático de la universidad, donde se desarrollan las pruebas de natación. Tiene una capacidad para 285 espectadores.[4]